# KHTML
A KHTML egy böngészőmotor, amelyet a KDE projekt keretein belül fejlesztenek. A KDE Konqueror webböngészőjéhez fejlesztik. Az Apple böngészőmotorja a WebKit a KHTML-n alapul, melyet a Safari, a Google Chrome és néhány más böngésző is használ. Az Apple megígérte, hogy az összes fejlesztését hozzáadja az eredeti kódhoz. Más cégek is alkalmazzák a KHTML-t saját termékeikben, például a YellowTAB, amely új BeOS alapú operációs rendszeréhez, a Zetához vásárolta meg a jogokat.
A KHTML-t C++-ban írták és LGPL licenccel adják ki. Támogatja a HTML 4-et, a CSS 1-et és 2-t, a DOM-ot, s a JavaScriptet is. Támogat néhány extra képességet az Internet Explorerből, annak ellenére, hogy azok nem részei a szabványos (W3C-standard) HTML definíciónak.
A KHTML gyors, de jelenleg kevésbé tűri el a hibákat a megjelenítésben, mint a Mozilla webböngésző motorja, a Gecko, mely a fő nyílt forrású riválisa a KHTML-nek.

## KHTML-re éplő alkalmazások
- KDE Konqueror – webböngésző és fájlkezelő a KDE-hez
- Embedded Konqueror – webböngésző PDA-khoz.
- SkyKruzer – webböngésző a SkyOS-hoz
- ABrowse – webböngésző a Syllable OS-hez (korábban AtheOS)
- Nokia Series 60 browser – egy webböngésző a Nokia series 60 telefonhoz.[1]